# Klaus Hepp

Klaus Hepp (1997)

Klaus Hepp (* 11. Dezember 1936 in Kiel) ist ein in Deutschland geborener Schweizer theoretischer Physiker. Er arbeitet hauptsächlich im Bereich der Quantenfeldtheorie.

## Biografie
Klaus Hepp studierte Mathematik und Physik an der Westfälischen Wilhelms-Universität in Münster und an der Eidgenössischen Technischen Hochschule (ETH) in Zürich. Dort promovierte er 1962 bei Res Jost (Kovariante analytische Funktionen) und habilitierte sich 1963. Ab 1966 bis zu seiner Emeritierung 2002 war er dort Professor für Theoretische Physik. 1964 bis 1966 war er in Princeton am Institute for Advanced Study. Hepp war ausserdem Loeb Lecturer in Harvard und am IHES bei Paris.
Hepp beschäftigte sich mit relativistischer Quantenfeldtheorie, quantentheoretischer statistischer Mechanik und theoretischer Laserphysik. In der Quantenfeldtheorie gab er einen vollständigen Beweis des Bogoljubow-Parasiuk-Renormalisierungsverfahrens (Hepp und Wolfhart Zimmermann zu Ehren auch BPHZ-Verfahren genannt). Seit einem Forschungsaufenthalt 1975/76 am MIT arbeitete er auch über Neurowissenschaften (zum Beispiel Wechselwirkung zwischen Bewegungssensoren, Sehsinn und Augenbewegungen mit V. Henn in Zürich). 2004 erhielt er die Max-Planck-Medaille.